# Dean Edwards
Dean Edwards (sinh ngày 30 tháng 7 năm 1970) là một diễn viên điện ảnh, diễn viên lồng tiếng và diễn viên tấu hài Mỹ, người có thương hiệu cá nhân về lồng tiếng tương tự như của Eddie Murphy.
Các tác phẩm lồng tiếng của Edwards gồm có Scottie Pippen và Spike Lee trong Celebrity Deathmatch, một người máy trong Robotomy, và Donkey trong Scared Shrekless sau khi Eddie Murphy từ chối thực hiện lại vai (mà Edwards cũng nổi tiếng nhờ nó, và nhân cách hóa Murphy khi lồng tiếng Donkey). Ông cũng diễn xuất trong Saturday Night Live Weekend Update Halftime Special với vai Savion Glover và Don Cheadle, Tony N' Tina's Wedding vai Father Mark, và The Sopranos.
Trên YouTube, Edwards có kênh riêng có tên "deanedwardscomedy".